# Juan de Urrea
Juan de Urrea Fernández de Híjar fue un noble y eclesiástico aragonés del siglo XVI que llegó a ejercer como abad de Montearagón

## Orígenes familiares
Juan era miembro de la casa de Urrea al ser hijo de Lope Ximénez de Urrea y Centellas y de su esposa Catalina de Híjar y Beaumont, quien era hija del I duque de Híjar. El matrimonio tuvo cinco hijos más aparte de Juan:
- Miguel Ximénez de Urrea, II conde de Aranda, que se casó primero con Aldonza de Cardona y Enríquez y después con Bárbara de Monsalve.
- Pedro Manuel Ximénez de Urrea, señor de Trasmoz y de la Mata de Castilviejo, autor de un Cancionero (Zaragoza, 1513) que dedicó a su madre y de otras obras poéticas, que se casó con María de Sessé.
- Catalina de Urrea que casó primero con Juan Martínez de Luna, señor de Illueca y después con Jaime, hermano de éste, ambos hijos de Juan Martínez de Luna y de su esposa Deyanira de Lanuza.
- Beatriz de Urrea que casó con Juan Gil Fernández de Heredia, II conde de Fuentes, hijo de Juan Fernández de Heredia y de Francisquina de Bardaxí
- Timbor de Urrea, religiosa y muerta joven.

## Biografía
Se desconoce su fecha exacta de nacimiento así como la fecha exacta de su consagración como religioso, aunque en el 1508 obtenía una pensión que luego trasladaría parte a Fernando de Cardona, quien era clérigo de Barcelona, el 26 de junio de 1535 cuando ya era canónigo de Zaragoza, así como en el 1529 cuando el papa Clemente VII le concedió a través de una bula la posibilidad de instaurar varios beneficios eclesiásticos, haciéndolo en Tierga y en la parroquia de San Lorenzo de Zaragoza dos años después. Previamente en el 1524 había accedido al abadiado del monasterio de Nuestra Señora de Amerio.

### Abad de Montearagón
Su nombramiento como abad del cenobio aragonés de Montearagón ocurrió tras la muerte de su predecesor Juan de Quintana, siendo elegido en el 1534 y tomando posesión del monasterio el 1 de marzo.
Se tienen noticias de que celebró sínodo el mismo año de su nombramiento. En el 1537 proveyó la vicaría de Poleñino para posteriormente crear un legado para casar pupilas pobres, así como concedió a los vecinos de Tierz unas heredades bajo unas cargas. Igualmente, en 1538 instituyó la Capiscolía de Loarre, que reservaba los presbíteros naturales de esa población o de sus aldeas y en caso de que no existiesen, de los restantes lugares del Abadiado, contando con una renta de cuatrocientos ducados pagados de la Mensa conventual. Según Blasco de Lanuza fue un gran letrado.
Gravemente enfermo desde 1545, falleció a inicios de diciembre del 1546 y fue enterrado dentro del monasterio.

## Descendencia
A pesar de su oficio eclesiástico, tuvo varios hijos ilegítimos, entre los cuales estaba Lope Ximénez de Urrea y Urrea, quien fundó una rama cadete de la casa de Urrea la de los futuros condes de Berbedel.
En el momento del litigio tras la muerte del V conde de Aranda, el entonces conde de Berbedel presentó un alegato en el que se postulaba como posible heredero al defender su ascendencia legítima, ya que según su testimonio, Juan de Urrea se habría casado en el 1533 con María de Urrea, hija del lugarteniente del Justicia de Aragón, Jimeno de Urrea, algo que posteriormente fue rechazado tras la aparición de varios testigos que negaban la existencia de tal matrimonio, aunque tras la muerte del VI conde de Aranda volvería a interponerlo, obteniendo el mismo resultado.